# Wah Wah Watson
Wah Wah Watson, geboren als Melvin Ragin (Richmond, 8 december 1950 - Santa Monica, 24 oktober 2018), was een Amerikaanse jazz- en bluesgitarist.

## Biografie
Watson begon zijn carrière in 1967 bij de Motown-studioband The Funk Brothers. In de Motown-studio's was hij onder andere betrokken bij de introductie van de wah wah-pedalen in de Motown-sound. Hij was als studiomuzikant ook betrokken bij veel belangrijke soul-, disco- en funk-sessies, -nummers en –albums, waaronder Papa Was A Rolling Stone van The Temptations, Let’s Get It On van Marvin Gaye, het album Ma van Rare Earth en het album Stop the War Now van Edwin Starr. Hij nam ook met Body Heat van Quincy Jones op en was vertegenwoordigd op Off the Wall van Michael Jackson. Tijdens de tweede helft van de jaren 1970 behoorde hij tot de fusionband van Herbie Hancock en is hij te horen op de albums Man-Child (1975), Secrets (1976), V.S.O.P (1977), Feets Don't Fail Me Now (1979) en Mr. Hands (1980).
Het totale aantal verkochte albums, waarop Watson meespeelde, wordt geschat op meer dan 100 miljoen verkochte exemplaren. Het Motown Historical Museum in Detroit verleende hem in 2003 de titel 'The Man of Motown'.

## Overlijden
Wah Wah Watson overleed in oktober 2018 op 67-jarige leeftijd in het St. John's Hospital in Santa Monica.

## Discografie
- Blondie: Live It Up
- Herbie Hancock: V.S.O.P
- Labelle: Chameleon
- Martha Reeves: Martha Reeves
- Marvin Gaye: Let’s Get It On
- Michael Jackson: Off The Wall
- Quincy Jones: Body Heat
- Rose Royce: Car Wash
- Stevie Wonder: Conversation Peace

- Bibliothèque nationale de France: cb14238121v (data)
- CiNii: DA17408082
- Gemeinsame Normdatei: 134595378
- International Standard Name Identifier: 0000 0000 5546 6503
- Library of Congress Control Number: n95051640
- MusicBrainz: 7c46ca01-007e-4cfd-88d6-af9b386db75e
- Virtual International Authority File: 23845963
- WorldCat: E39PBJwxJFbKkQHHVFHcWd4KBP